# (200248) 1999 VY137
(200248) 1999 VY137 es un asteroide perteneciente al cinturón de asteroides, descubierto el 13 de noviembre de 1999 por el equipo del Lincoln Near-Earth Asteroid Research desde el Laboratorio Lincoln, Socorro, Nuevo México, Estados Unidos.

## Designación y nombre
Designado provisionalmente como 1999 VY137.

## Características orbitales
1999 VY137 está situado a una distancia media del Sol de 2,678 ua, pudiendo alejarse hasta 3,139 ua y acercarse hasta 2,218 ua. Su excentricidad es 0,171 y la inclinación orbital 30,43 grados. Emplea 1601,45 días en completar una órbita alrededor del Sol.

## Características físicas
La magnitud absoluta de 1999 VY137 es 15,4. Tiene 5 km de diámetro y su albedo se estima en 0,075.